# Spjutrocka
Spjutrocka eller stingrocka (Dasyatis pastinaca) är en broskfisk tillhörande familjen spjutrockor.

## Utseende
Spjutrockan är en tämligen stor rocka, med en lång, smal och fenlös svans. Den kan bli upp till 2,5 m lång (inräknat svansen, vilken utgör 2/3 av kroppslängden), och väga 30 kg. På svansen sitter en bakåtriktad, upp till 30 cm lång, gifttagg, eventuellt två om rockan just håller på att ömsa tagg. Giftet är inte dödligt för människor, men kan orsaka smärta, illamående, inflammationer och förlamningar. Spjutrockans ovansida är vanligen grå, brun, brungrön, mörkblå eller svart, och kan ha ljusare markeringar, medan undersidan är vitaktig med mörkare kanter.

## Habitat
Spjutrockan lever främst i kustvatten på ett djup mellan 25 och 30 meter, men kan både gå upp i flodmynningarnas brackvatten och ner till så pass stora djup som 200 meter. Spjutrockan är en bottenfisk som föredrar mjuka bottnar av sand och dy, men den kan även uppehålla sig vid klipprev. Den livnär sig på kräftdjur, bottenfisk och blötdjur.

## Fortplantning
Likt andra spjutrockor är spjutrockan levandefödare, och efter en dräktighetsperiod på omkring fyra månader föder honan mellan fyra och sju ungar.

## Ekonomisk betydelse
I vissa regioner fiskas spjutrockan kommersiellt. Det är framför allt bröstfenorna som säljs till förtäring, och dessa saluförs i regel torkade och saltade eller rökta. Spjutrockan används också som industrifisk till fiskmjöl och olja.

## Förekomst
Spjutrockan lever framför allt i östra Atlanten, från södra Norge via Brittiska öarna, Medelhavet (inklusive Svarta havet), Kanarieöarna och Madeira till Sydafrika. Den förekommer sällsynt i Nordsjön, Skagerack och Kattegatt och har även besökt den svenska västkusten några gånger, men förökar sig inte där.